# Dólar de Hong Kong
El dólar (en chino tradicional, 港元, en inglés: dollar) es la unidad monetaria de la Región Administrativa especial china de Hong Kong. Se divide en 100 centavos y su código ISO 4217 es HKD. Normalmente se abrevia con el símbolo del dólar ($), pero para diferenciarlas de otras monedas con la misma denominación se utiliza HKD. El dólar de Hong Kong es la novena moneda más intercambiada del mundo.

## Etimología
En cantonés escrito, se utiliza el símbolo 圓, sin embargo, cuando se habla de esta moneda normalmente se utiliza la palabra 蚊, quizá por una transliteración de la primera sílaba de la palabra china "dinero", aunque algunos sugieren que es un uso incorrecto del carácter 緡. De manera informal se utiliza también el símbolo del yuan, 元. El dólar se divide en 100 centavos. Para representar las cien unidades, se utiliza el símbolo 仙. En mandarín se utiliza el carácter 分. Las cantidades de 10 centavos se denominan en houh (毫, y en mandarín 角). Durante el mandato británico, existía otra subdivisión (como en algunas de las monedas de antiguas colonias británicas de Oriente Medio) llamada mil, conocida en chino como man o tsin (文 o 千).

## Historia
Cuando Hong Kong se estableció como puerto libre en 1841, no existía una moneda fija para las transacciones diarias. Se utilizaban divisas extranjeras como el real de a ocho español, el cash chino, la rupia india, o la libra esterlina. Desde 1825 el Reino Unido había intentado introducir monedas de plata esterlina en todas sus colonias. En 1845 intentó fijar el valor de los reales españoles en 4 chelines y dos peniques de libra. Sin embargo, al igual que en las colonias británicas de Norteamérica, los esfuerzos por introducir la moneda de plata esterlina fracasaron debido al fuerte arraigo de las monedas de plata españolas entre la población de Hong Kong.
En 1866 se fundó una ceca en la calle Cleveland, en la isla de Hong Kong, con el fin de acuñar monedas de dólar y medio dólar de Hong Kong, del mismo valor y similares en apariencia física a los reales españoles (pesos mexicanos). Sin embargo, la recepción de esta nueva moneda entre los chinos no fue muy favorable y la ceca tuvo que cerrar en el año 1868.
Para el año 1895, las circunstancias habían cambiado y existía ya una cierta escasez de pesos mexicanos. Entonces las autoridades tanto de Hong Kong como de las Colonias del Estrecho (Malasia y Singapur) solicitaron a los responsables de Londres que tomaran medidas para dotar a las colonias de suficientes monedas de plata para sus economías. Londres finalmente aprobó una ley para intentar regular la política monetaria y se acuñaron dólares británicos en las cecas de Calcutta y Bombay para su uso en Hong Kong y las Colonias del Estrecho.
En 1935, el estándar de plata se sustituyó por una tasa de cambio en crecimiento de 1 libra = 15,36 a 16,45 HKD. Ese mismo año entró en vigor la orden que introducía billetes de 1 dólar a cargo del gobierno, además de establecer el dólar de Hong Kong como unidad monetaria, sin embargo no fue hasta 1937 cuando se unificó finalmente. En 1939, se creó una tasa de cambio fija de 16 HKD por libra esterlina (1 dólar = 1 chelín con 3 peniques).
Durante la ocupación japonesa de Hong Kong, se introdujo el yen militar japonés como único medio de pago. Cuando se introdujo por primera vez el 26 de diciembre de 1941, el cambio se estableció en 2 HKD por yen. Sin embargo, en agosto de 1942 la tasa se cambió a 4 dólares por yen. El 1 de junio de 1943 el yen se convirtió en la única moneda de curso legal de Hong Kong. La emisión de dinero local la llevó a cabo de nuevo el gobierno de Hong Kong y más tarde los bancos privados tras la liberación, con la misma tasa de cambio de 16 dólares por libra de antes de la guerra. El 6 de septiembre de 1945 todo el dinero japonés se declaró nulo.
En 1967, cuando la libra se devaluó, la tasa de cambio se incrementó de 1 chelín con 3 peniques a 1 chelín con 4½ peniques. En 1972, el dólar de Hong Kong fijó su tasa de cambio respecto al dólar estadounidense a 5,65 HKD = 1 USD. En 1973 esta tasa se revisó quedando en 5,085 HKD = 1 USD. Entre 1974 y 1983, el dólar de Hong Kong se convirtió en una moneda fluctuante. El 17 de octubre de 1983, el dólar de Hong Kong se fijó al dólar estadounidense en 7,80 HKD = 1 USD.
La ley básica de Hong Kong y la Declaración conjunta sino-británica establecen que Hong Kong tiene plena autonomía para emitir moneda propia. La moneda la emite el gobierno y tres bancos locales bajo la supervisión de la Autoridad Monetaria de Hong Kong. Un banco puede emitir dólares solamente si tiene su cambio equivalente en dólares estadounidenses en depósito. El sistema monetario de Hong Kong asegura que la totalidad de su sistema está respaldado por dólares estadounidenses con una tasa de cambio fijada. Los recursos para este respaldo se mantienen en el fondo de intercambio de Hong Kong, el cual es una de las mayores reservas oficiales del mundo. Se cree además que Hong Kong tiene uno de los mayores depósitos de dólares estadounidenses, estimado en 700 mil millones de USD.

## Monedas
En 1863, se introdujeron las primeras monedas de 1 mil, 1 y 10 centavos, seguidas en 1866 por las denominaciones de 5 y 20 centavos y ½ y 1 dólar. Las monedas de 1 mil y 1 centavo se acuñaron en bronce, y las demás denominaciones en plata. En 1866 la fabricación de monedas de 1 mil terminó, mientras que las de ½ y 1 dólar cesó en 1868. La única moneda que volvió a fabricarse fue la de ½ dólar en 1890, con la denominación de 50 centavos. En 1905 se sustituyó la plata para la acuñación de monedas, excepto la de 5 centavos durante un breve periodo de tiempo entre 1932 y 1933.
En 1941 se acuñó la última denominación de 1 centavo, sin embargo no llegaron a circular debido a la II Guerra Mundial. En 1935 se introdujeron monedas de 5 y 10 centavos en cuproníquel, sustituidas por el níquel en 1937 y latón entre 1948 y 1949. En 1951 se emitieron monedas de 50 centavos de cuproníquel, que se cambiaron a latón en 1977.
En 1960 se acuñaron moneda de 1 dólar de cuproníquel, a las que se le redujo el tamaño en 1978. A estas le siguieron en 1975 monedas de 20 centavos de latón y 2 dólares de cuproníquel, ambas con forma lobulada. En 1976 se introdujeron denominaciones de 5 dólares de cuproníquel con forma decagonal, las cuales cambiaron a una forma redonda en 1980. La última emisión de monedas de 5 centavos fue en 1979, pero la última acuñación fue en 1988. En 1994 se introdujo una moneda bimetálica de 10 dólares.
A comienzos de 1993, antes de la creación de la Autoridad Monetaria de Hong Kong, las monedas con el retrato de la reina Isabel II fueron desapareciendo de la circulación. En su lugar se han introducido nuevos tipos con la flor regional (Bauhinia blakeana) u otros símbolos de Hong Kong. De todas formas los tipos con el retrato de Isabel II siguen siendo de curso legal.
| Denominación | Emisión   | Metal    | Forma    | Diámetro (mm) | Peso (g) | Anverso                                | Reverso                                                        |
| ------------ | --------- | -------- | -------- | ------------- | -------- | -------------------------------------- | -------------------------------------------------------------- |
| 10 Centavos  | 1985-1992 | Cu+Ni+Zn | Circular | 17,50         | 1,90     | Isabel II - QUEEN ELIZABETH THE SECOND | 10 - TEN CENTS - 毫一 - HONG KONG - 香港 - año de acuñación    |
| 20 Centavos  | 1985-1992 | Cu+Ni+Zn | Lobulada | 19,00         | 2,50     | Isabel II - QUEEN ELIZABETH THE SECOND | 20 - TWENTY CENTS - 毫貳 - HONG KONG - 香港 - año de acuñación |
| 50 Centavos  | 1988-1990 | Cu+Ni+Zn | Circular | 22,50         | 5,00     | Isabel II - QUEEN ELIZABETH THE SECOND | 50 - FIFTY CENTS - 毫伍 - HONG KONG - 香港 - año de acuñación  |
| 1 Dólar      | 1982-1992 | Cu+Ni    | Circular | 25,50         | 7,10     | Isabel II - QUEEN ELIZABETH THE SECOND | ONE DOLLAR - 圓壹 - HONG KONG - 香港 - año de acuñación        |
| 2 Dólares    | 1985-1992 | Cu+Ni    | Lobulada | 27,50         | 8,40     | Isabel II - QUEEN ELIZABETH THE SECOND | TWO DOLLARS - 圓貳 - HONG KONG - 香港 - año de acuñación       |
| 5 Dólares    | 1985-1991 | Cu+Ni    | Circular | 27,00         | 13,60    | Isabel II - QUEEN ELIZABETH THE SECOND | 5 - FIVE DOLLARS - 圓伍 - HONG KONG - 香港 - año de acuñación  |

| Denominación | Emisión | Metal    | Metal    | Forma    | Diámetro (mm) | Peso (g) | Anverso                              | Reverso                                     |
| Denominación | Emisión | Anillo   | Centro   | Forma    | Diámetro (mm) | Peso (g) | Anverso                              | Reverso                                     |
| ------------ | ------- | -------- | -------- | -------- | ------------- | -------- | ------------------------------------ | ------------------------------------------- |
| 10 centavos  | 1993-   | Cu+Ni+Zn | Cu+Ni+Zn | Circular | 17,50         | 1,90     | Bauhinia blakeana - HONG KONG - 香港 | 10 - TEN CENTS - 壹毫 - año de acuñación    |
| 20 centavos  | 1993-   | Cu+Ni+Zn | Cu+Ni+Zn | Lobulada | 19,00         | 2,60     | Bauhinia blakeana - HONG KONG - 香港 | 20 - TWENTY CENTS - 貳毫 - año de acuñación |
| 50 centavos  | 1993-   | Cu+Ni+Zn | Cu+Ni+Zn | Circular | 23,50         | 4,90     | Bauhinia blakeana - HONG KONG - 香港 | 50 - FIFTY CENTS - 伍毫 - año de acuñación  |
| 1 dólar      | 1993-   | Cu+Ni    | Cu+Ni    | Circular | 25,50         | 7,10     | Bauhinia blakeana - HONG KONG - 香港 | 1 - ONE DOLLAR - 壹圓 - año de acuñación    |
| 2 dólares    | 1993-   | Cu+Ni    | Cu+Ni    | Lobulada | 28,00         | 8,50     | Bauhinia blakeana - HONG KONG - 香港 | 2 - TWO DOLLARS - 貳圓 - año de acuñación   |
| 5 dólares    | 1993-   | Cu+Ni    | Cu+Ni    | Circular | 27,00         | 13,50    | Bauhinia blakeana - HONG KONG - 香港 | 5 - FIVE DOLLARS - 伍圓 - año de acuñación  |
| 10 dólares   | 1993-   | Cu+Ni    | Cu+Ni+Zn | Circular | 24,00         | 11,00    | Bauhinia blakeana - HONG KONG - 香港 | 10 - TEN DOLLARS - año de acuñación         |

## Billetes
Hoy en día la emisión de billetes denominados en dólares de Hong Kong es competencia de la Autoridad Monetaria de Hong Kong. Bajo su licencia, solo tres bancos privados pueden emitir los billetes para la circulación en la región administrativa. También la propia Autoridad Monetaria emite sus billetes. Normalmente en los demás países el único competente para emitir dinero es un único banco central, sin embargo el caso de Hong Kong no es único, como por ejemplo en Macao o en el Reino Unido.
En 1845 se fundó el primer banco privado, llamado Oriental Bank. Sin embargo, los primeros billetes no se fabricaron hasta la década de los 60, cuando el Oriental Bank, el Chartered Bank of India, la Australia and China Company and the Hong Kong and Shanghai Banking Company empezaron a emitir billetes. Las denominaciones emitidas entre 1860 y 1880 eran de 1, 5, 10, 25, 50, 100 y 500 dólares. Estos billetes no eran aceptados por el Tesoro para pagar impuestos y tasas gubernamentales, aunque los mercantes los aceptaban. Los billetes de 25 dólares no sobrevivieron más allá de finales del siglo XIX, mientras que el billete de 1 dólar se ha emitido hasta 1935.
De acuerdo con la Orden sobre dinero de 1935, los billete de 5 dólares y de más cantidad los pueden emitir tres bancos locales (Mercantile Bank of India Ltd., Chartered Bank of India y Australia and China and the Hong Kong and Shanghai Banking Company). El gobierno se hizo cargo de la producción de billetes de 1 dólar. En 1941, el gobierno introdujo billetes de 1, 5 y 10 centavos debido a la poca facilidad de transportar monedas a Hong Kong tras la Segunda Guerra Mundial. Tras la ocupación japonesa, se emitieron billetes de emergencia de 1 dólar reimpresos en billetes de 5 yuan chinos.
En 1945 se reanudó la producción de papel moneda, con las emisiones del gobierno de 1, 5 y 10 centavos, y 1 dólar, y los demás bancos emitiendo billetes de 5, 10, 50, 100 y 500 dólares. En 1960 los billetes de 1 dólar se sustituyeron por monedas.
En 1975, los billetes de 5 dólares se sustituyeron por monedas, a la vez que se introducía una nueva denominación de 1000 dólares en 1977. En 1978 el Mercantile Bank fue absorbido por el HSBC y dejó de emitir billetes. En 1985, se introdujeron billetes de 20 dólares, mientras que en 1993, se introdujo una nueva moneda de 10 dólares a la vez que los bancos privados dejaron de emitir billetes de esta denominación. En 1994 la Autoridad Monetaria de Hong Kong permitió al Banco de China emitir billetes.